# 易洛魁 (伊利諾伊州)
易洛魁（英語：Iroquois）是位於美國伊利諾伊州易洛魁縣的一個村落。

## 地理
易洛魁的座標為40°49′39″N 87°34′55″W / 40.82750°N 87.58194°W，而該地最高點為海拔高度201米（即659英尺）。

## 人口
根據2010年美國人口普查的數據，易洛魁的面積為1.55平方千米，當中陸地面積為1.55平方千米，而水域面積為0.00平方千米。當地共有人口154人，而人口密度為每平方千米99人。